# Llantrisant Castle
Llantrisant Castle er ruinerne af en borg fra middelalderen, der ligger i Llantrisant, Rhondda Cynon Taf, Glamorgan, Wales. Fæstningen var opført på en forhøjning, og gav godt udsyn over det omkringliggende land. Kun en lille del af tårnet og nogle yder mure er bevaret, og det er usikkert, hvornår den blev opført.